# Lydia Pinkham
Lydia Estes Pinkham (ur. 1819; zm. 1883) – amerykańska producentka substancji leczniczych i przedsiębiorczyni.
W roku 1875 była pierwszą kobietą, która reklamowała swoje wyroby przez marketing masowy.

## Lydia Pinkham w kulturze
Jej osobie poświęcona jest żartobliwa piosenka Lyly The Pink, wykonywana m.in. przez zespół The Scaffold z Liverpoolu.